# Templo Shuanglin

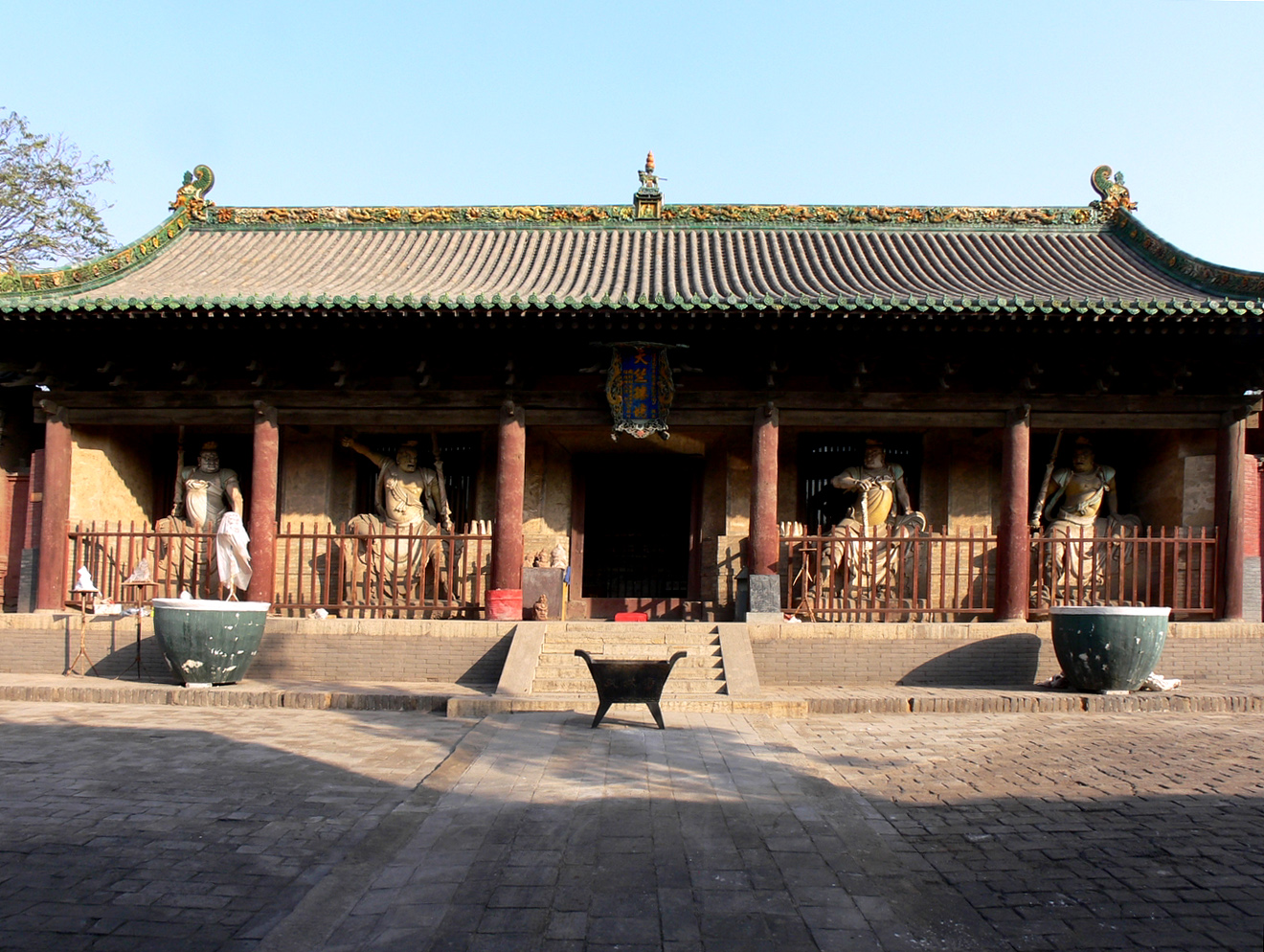
Templo Shuanglin

Templo Shuanglin (chinês: 双林寺, pinyin: Shuānglín Sì) é um templo budista situado na província de Shanxi, China. O templo localiza-se na zona rural da aldeia de Qiaotou a cerca de 6 ou 7 km a sudoeste da antiga cidade de Pingyao. O complexo budista faz parte dos muitos monumentos culturais localizados em Pingyao, inscrito como pertence do Património Mundial da UNESCO desde 1997. O templo está sob administração do estado.
Fundado no século VI, o templo é apreciado como sendo de extrema importância cultural, pela sua notável coleção de mais de duas mil estátuas decorativas de argila que datam desde o séculos XII ao século XIX. Originalmente denominado de Zongdu, o templo foi reebatizado durante o período da dinastia Song do Norte como Shuanglin. O complexo arquitectónico é apelidado de o museu das esculturas coloridas. A maioria destas obras datam das dinastias Song, Yuan, Ming e Qing.

## História
O templo budista foi originalmente fundado em 571 EC, durante o segundo ano do período Wuping da Dinastia Qi do Norte. Porém, os edifícios atualmente existentes datam das dinastias Ming e Qing. O templo é notável pela sua extensa coleção de mais de duas mil estátuas de terracota que remontam desde o século XII ao século XIX. O Templo Shuanglin foi remodelado durante a revolução cultural do século XX sob um programa que reavivou a cultura secular. Trata-se de um dos cinco sítios identificados na área de preservação das relíquias culturais que passou por várias reformas. O templo foi avaliado como o terceiro tesouro da cidade de Pingyao, pelas várias esculturas artísticas que o caracterizam.

## Implantação

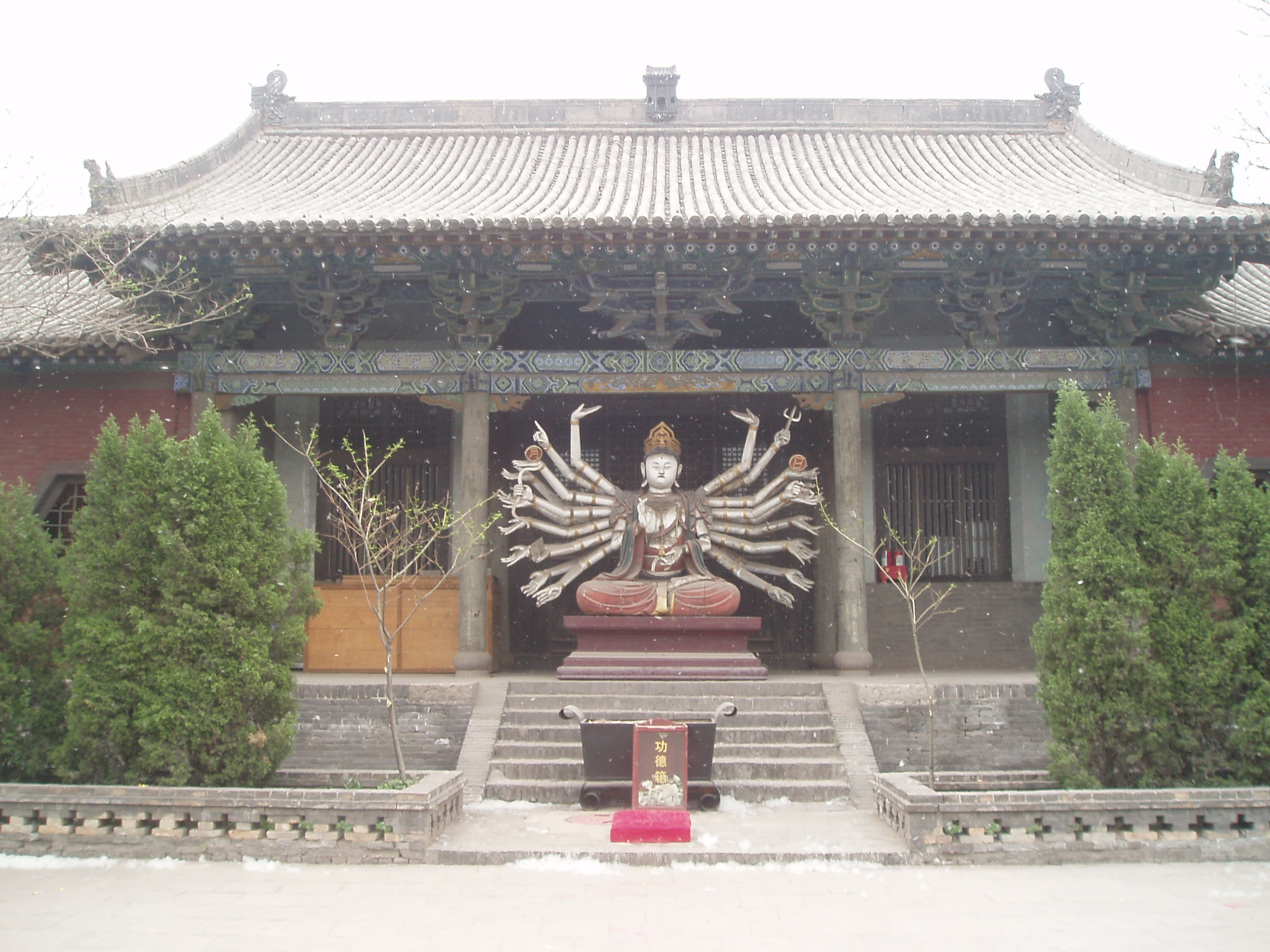
Entrada do Salão Bodhisattva

As figuras esculpidas do templo estão apresentadas de forma sistematizada, em dez salões. O complexo do templo surge como que se de uma fortaleza se trata-se, considerando o seu alto muro que o circunda, composto por um único portão. Os dez salões estão organizados num total de três pátios.

## Características
O templo é conhecido pelas suas coloridas esculturas, com formas realistas, que foram padronizados no projecto consoante as tradições artísticas dos períodos Song, Jin e Yuan. Os temas representados são, em geral, de natureza religiosa, propendo relacionar-se com o dia-a-dia das pessoas. Estas obras estão entre os melhores exemplos de escultura da China. O número registado de esculturas coloridas presentes no templo é de 2 052 estátuas, das quais 1 650 resistiram intactas até aos dias de hoje. A altura das figuras de vulto esculpidas varia entre 0,3 e 3,5 metros. Por elas passam formatos em baixo-relevo, alto-relevo e formas circulares. Existem também esculturas de parede e algumas delas estão suspensas. Os temas variam, sendo geralmente representados Buda, Bodhisattva, guerreiros protectores, Arhat, Generais celestiais e também pessoas comuns da época. Os cenários retratam torres, prédios, montanhas, rios, nuvens, pedras, ervas, flores, árvores florestais e bosques. As esculturas estão exibidas por trás de câmaras enjauladas representando formas de quadros vivos. Existem, inclusive, as estátuas do homem e da mulher que cuidaram do santuário durante a Revolução Chinesa. A configuração das cenas atrás das esculturas transmitem a noção de representações sobre cascatas e nuvens, dando a sensação de que os salões de madeira se parecem com grutas. A manutenção de todo o conjunto artístico é de baixa qualidade, o que condiciona ainda a existência de estátuas de más condições por falta de preservação. A superfície exterior do templo está coberto por uma fina camada de pó de carvão com um ar pronunciado a mofo.